# 神出サヤ
神出 サヤ（かみで さや、8月26日 - ）は、日本の歌手、声優、女優、アイドル、コスプレイヤー、イラストレーター。愛称はさやぽん。千葉県出身。身長163cm。スリーサイズはB.90 W.64 H.87。血液型O型。

## 来歴
- 2009年4月 - 声優養成所に通いはじめる。
- 2009年12月29日 - 冬コミc77にて、コスプレデビュー（初音ミク）。
- 2010年1月1日 - twitterアカウントを作り、ツイドルとして活動を始める。
- 2010年2月7日 - ワンダーフェスティバル2010［冬］にコスプレで一般参加（初音ミク）。
- 2010年3月22日 - コみケッとスペシャル５in水戸にコスプレで一般参加（ホロ）。
- 2010年5月19日 -iPhoneアプリ『ポケポン』において、バージョン1.3.0で追加された新キャラクター「一ノ谷マユ」のCVで声優デビュー
- 2010年7月14日 - アイドルユニット「ちぇり〜★腐ぁ〜む」としてCD「Liquid Fictions」で歌手デビュー
- 2010年7月21日 - DVD映画「Liquid Fictions」にて女優デビュー
- 2012年3月20日 - TVKアニメまつり2012に出演
- 2012年8月11日 - 夏コミックマーケットＣ82に参加

## 人物
- メロンソーダを愛飲している。たびたびtwitterにて「メロンソーダなう！！」とtweetする。
- 天然の「ドジっ娘」属性を備えており、たびたびtwitterにて養成所に持って行く上履きを忘れることをtweetしている。

## 出演作品

### シングル
- Liquid Fictions（2010年、「ちぇり〜★腐ぁ〜む」 みよみよ名義）

### DVD
- Liquid Fiction（2010年、みよみよ役）

### iPhoneアプリ
- ポケポン（一ノ谷マユ）（2010年）

### ゲーム
- インフィニタ・ストラーダ（セシル[1]）
- プリンセスプロダクション（黒澤ふたば）

### イベント
- アニ☆ゆめ Loves クリスマス
- アニ☆ゆめ Loves ライブ
- TVKアニメまつり2012
- アニ☆ゆめ 2012 May
- アニ☆ゆめ Loves えびてん